# Пулово
 Тази статия е за драмското село.  За сярското вижте Пулево.  
Пулово (на гръцки: Εβρενές, Евренес, до 1927 година, Πούλοβο, Пулово, катаревуса Πούλοβον, Пуловон) е обезлюдено село в Република Гърция, разположено на територията на дем Драма, област Източна Македония и Тракия.

## География
Пулово се намира на югозападните склонове на Родопите и попада в историко-географската област Чеч. Съседните му села са Рашово, Дерекьой, Каинчал и Карадере. Край селото тече река Карадере (Ватирема).

## История

### В Османската империя
В XIX век селото е българомохамеданско. Според Васил Кънчов към края на XIX век в Пулово има 120 помашки къщи.

### В Гърция
През Балканската война в 1912 година в селото влизат български части. По данни на Българската православна църква, към края на 1912 и началото на 1913 година в Пулово (Пулево) живеят 22 семейства или общо 201 души.
След Междусъюзническата война в 1913 година Пулово попада в Гърция. През 1923 година по силата на Лозанския договор жителите му са изселени в Турция и са настанени в село Каваклъ (област Одрин, община Мерич). По-късно името на селото е сменено от Пулово (Πούλοβο) на Евренес (Εβρενές), но в селото не са заселени гръцки бежанци от Турция.
| Година    | 1913 | 1920 | 1928 | 1940 | 1951 | 1961 | 1971 | 1981 | 1991 | 2001 | 2011 | 2021 |
| --------- | ---- | ---- | ---- | ---- | ---- | ---- | ---- | ---- | ---- | ---- | ---- | ---- |
| Население | 267  | 154  |      |      |      |      |      |      |      |      |      |      |